# هیلل نویر
هیلل سی نویر (به انگلیسی: Hillel C. Neuer) (متولد ۱۹۶۹/۱۹۷۰)  یک وکیل بین‌المللی متولد کانادا،  نویسنده و مدیر اجرایی دیده‌بان سازمان ملل، یک سازمان غیردولتی حقوق بشر و گروه ناظر سازمان ملل مستقر در ژنو، سوئیس است. 
نویر رئیس موسس نشست ژنو برای حقوق بشر و دموکراسی است که ائتلافی متشکل از ۲۵ سازمان غیردولتی از سراسر جهان است.  او در مورد حقوق، سیاست و امور بین‌الملل برای اینترنشنال هرالد تریبون، اتحادیه بین‌المللی وکلا، کامنتری، نیو ریپابلیک، کریستیان ساینس و مرکز اورشلیم برای امور عمومی نوشته است. 
نویر توسط روزنامه اسرائیلی معاریو و توسط مجله الگمینر در سال ۲۰۱۷ به عنوان یکی از  «۱۰۰ یهودی برتر با نفوذ جهان» انتخاب شد. او مدافع صریح اسرائیل و منتقد اقدامات شوراهای حقوق بشر سازمان ملل است. 

## اوایل زندگی
نویر اهل مونترال کانادا است. او دارای یک مدرک کارشناسی تاریخ فکری و علوم سیاسی از دانشگاه کنکوردیا، یک لیسانس حقوق مدنی و لیسانس حقوق از دانشکده حقوق دانشگاه مک‌گیل که در سال ۱۹۹۷ فارغ التحصیل شد و کارشناسی ارشد حقوق در حقوق اساسی تطبیقی از دانشگاه عبری اورشلیم است.
نویر در زمانی که در کنکوردیا دانشجو بود در اندیشکده طرفدار اسرائیل، موسسه تحقیقات یهودی کانادا کار می کرد. او در شرکت حقوقی بین المللی Paul, Weiss, Rifkind, Wharton & Garrison LLP به دعاوی تجاری و حقوق مدنی می‌پرداخت. نویر یکی از اعضای کانون نیویورک و یکی از نویسندگان قانون حق چاپ مشروح کانادا و مدیران و افسران - راهنمای حقوقی کانادا است.

## حرفه

### حرفه حقوقی
نویر به عنوان منشی حقوقی در دادگاه عالی اسرائیل و عضو فارغ التحصیل در اندیشکده مرکز Shalem خدمت کرد. 

### حمایت از قربانیان دارفور در سازمان ملل
نویر در سازمان ملل متحد از قربانیان حقوق بشر در دارفور دفاع کرد.   نویر در سال ۲۰۰۷ ریاست اجلاس فعالان غیردولتی برای دارفور  بر عهده داشت. او در سال ۲۰۰۷ سودان را به دلیل مخالفت با کارشناسان حقوق بشر در دارفور به چالش کشید و در سال ۲۰۰۵ خواستار اجرای عدالت برای کودکان قربانی در دارفور شد. در اوت ۲۰۰۷، نویر سخنران اصلی گردهمایی Save Darfur Canada در مونترال بود، همراه با ژنرال لوئیس مک کنزی، فرمانده سابق نیروهای حافظ صلح سازمان ملل در بالکان؛  پیام اخوان، استاد حقوق بین الملل مک گیل و مشاور ارشد سابق دادستان ارشد دیوان کیفری بین المللی؛ سایمون دنگ، یک مسیحی سیاه پوست اهل جنوب سودان که در شمال مسلمان به بردگی فروخته شد؛ میس ورلد کانادا نازنین افشین جم و آیان حرصی علی مؤلف کافر .

### شهادت حقوق بشر سازمان ملل
نویر از قربانیان حقوق بشر در شهادت در شورای حقوق بشر سازمان ملل، شورایی که به شدت از آن انتقاد کرد، نمایندگی کرده است.  نویر به دلیل «تفسیر کوبنده» خود در مورد سوابق کمیساریای عالی پناهندگان سازمان ملل در مورد حقوق بشر مورد توجه قرار گرفته است.    حمایت صریح او از دانشجوی یوگنیا "جنیا" تاراننکو قبل از آزادی او از زندان روسیه بود. نویر با سفیر زیمبابوه در سازمان ملل در سی ان ان در مورد سابقه بد حقوق بشر رژیم موگابه بحث کرد. در سال ۲۰۰۷ او از قربانیان عرب، کرد و بهائی در ایران سخن گفت. در سال ۲۰۰۴ او در مورد قربانیان شکنجه و سانسور در ساحل عاج، زیمبابوه، کوبا، نپال، میانمار و پاکستان صحبت کرد. نویر همچنین از قربانیان لبنانی ترورهای سیاسی سوریه و علیه تجاوز و بردگی زنان در سوریه و عراق سخن گفت. محدودیت های تحریمی دولت برای تحرکات، تحصیل و اشتغال زنان در ایران؛ و سرکوب سخنرانی در عربستان سعودی.    
نویر به ویژه به دلیل انتقاد از نگرش کمیساریای عالی پناهندگان سازمان ملل در قبال اسرائیل شناخته شده است، به نظر او، کمیساریای عالی پناهندگان سازمان ملل به دنبال «اهریمن ساختن دموکراسی اسرائیل، مشروعیت زدایی از دولت یهود و قربانی کردن قوم یهود است. آنها همچنین به دنبال چیز دیگری هستند: تحریف و انحراف خود زبان و ایده حقوق بشر.» 

### دستگیری اشتباه در سفر سال ۲۰۰۷ آمریکا
در ۱ نوامبر ۲۰۰۷، نویر به دعوت دانشگاه ییل گزارشی درباره سازمان ملل و یهودستیزی ارائه کرد.  یک روز پس از ارائه سخنرانی، نویر از یک رستوران محلی در نیدهام، ماساچوست بازدید کرد، جایی که یکی از کارمندان با پلیس تماس گرفت و به دروغ گزارش داد که نویر اسلحه حمل می کند و پلیس او را بازداشت کرد.  در روز کاری بعد، دادگاه شهرستان نورفولک به طور کامل نویر را تبرئه کرد و حکم داد که پلیس بدون دلیل احتمالی اقدام کرده است.  گزارش‌های اولیه رسانه‌ها مبنی بر «مقابله» نادرست بودند و پلیس تأیید کرد که خود نویر دو بار با ۹۱۱ تماس گرفته بود تا از عملیات پلیس خارج شود که به اعتقاد او در تعقیب جنایتکاران نزدیک رستوران بود.  دیوید جی. آیزنشتات، وکیل نویر گفت: «آقای نویر یک قربانی بی گناه بود که به رستورانی در نیدهام رفت و ضربه روحی دید و تقریباً کشته شد.»  در ۳۱ مارس ۲۰۰۸، شهر نیدهام به نمایندگی از پلیس، از آقای نویر یک عذرخواهی کامل کرد و گفت که او "قربانی بی گناهی است که در حوادث آن روز گرفتار شده است." 

### جشنواره فیلم تورنتو ۲۰۰۹
در سال ۲۰۰۹، هیلل نویر درگیر جنجال بر سر کمپین بازاریابی اسرائیل در جشنواره بین المللی فیلم تورنتو در سال 2009 شد . نویر علیه دخالت نائومی کلاین فعال در اعتراضات صحبت کرد.  نویر نوشت: حامیان ارزش‌های لیبرال دموکراتیک ممکن است درک کنند که چرا نائومی کلاین، فعال ضد جهانی‌سازی، جین فوندا و سایر ستاره‌ها را برای تحریم جشنواره بین‌المللی فیلم تورنتو به جرم نمایش فیلم‌هایی از تل‌آویو به خدمت گرفته است.  دیده بان سازمان ملل نویر گزارشی را با عنوان «نائومی کلاین افشا شد: بیوگرافی غیرمجاز» در وب سایت خود منتشر کرد.  نشنال پست پاسخی از جودی ربیک منتشر کرد. ربیک نوشت: «نائومی کلاین اعتراض را شروع نکرد، اما از مخاطبین و سلبریتی خود برای مؤثرتر کردن آن استفاده کرد. تمرکز روی اوست زیرا او امروز یکی از برجسته‌ترین روشنفکران یهودی در جهان است و شروع به انتقاد از نقض حقوق بشر اسرائیل کرده است. او ریسک زیادی می کند تا با شور و حرارت در مورد این موضوع صحبت کند.»

## پوشش و پذیرایی
نویر به دلایل مختلف از جمله قربانیان تجاوز جنسی در دارفور ، زندانیان سیاسی در کوبا و صلح خاورمیانه در برابر شورای حقوق بشر سازمان ملل ظاهر شده است. او قبل از جلسات کنگره ایالات متحده در مورد اصلاحات سازمان ملل در سال ۲۰۰۷ و ۲۰۱۱،  به عنوان یک شاهد متخصص شهادت داد و به طور مرتب توسط رسانه های بزرگ از جمله نیویورک تایمز،  الجزیره،  دی ولت،  فیگارو ،  رویترز ،  الاهرام  و فاکس نیوز نقل قول می شود.  نویر درباره موضوعات حقوق بشر سازمان ملل در شبکه های سی ان ان، بی بی سی و الجزیره بحث کرده است و برخی از گفتگوهای او در پنل سازمان ملل در فضای مجازی پخش شد.   زمانی که نویر در پل، وایس، ریفکیند، وارتون و گاریسون کار می کرد، توسط دادگاه فدرال ایالات متحده به دلیل کیفیت بالای حمایت از حقوق خود مورد استناد قرار گرفت.
یسرائیل مداد در مقاله‌ای در سال ۲۰۱۴ در جروزالم پست، نویر را مردی توصیف کرد که  «با شجاعت و موفقیت تلاش می‌کند تا حقیقت حقوق بشر را که در سازمان ملل متحد و سایر سازمان‌های غیردولتی به اصطلاح حقوق مدنی انجام می‌شود، افشا کند.»  او در صحبت‌هایش ثابت قدم است. 
در سال ۲۰۱۶، شهر شیکاگو و شهردار رام امانوئل با تصویب قطعنامه ای  «روز هیلل نویر»    «یکی از برجسته ترین حامیان حقوق بشر در جهان» را به رسمیت شناختند و همچنین برای کمک هایش به  «ارتقای صلح، عدالت و حقوق بشر در سراسر جهان.» 
در سال ۲۰۱۷، مجله الگمینر او را به عنوان یکی از ۱۰۰ فرد برتر که بر زندگی یهودیان تأثیر مثبت داشتند، انتخاب کرد. 
در ژوئن ۲۰۱۸، نویر بالاترین مدرک دکترای افتخاری دانشگاه مک‌گیل، دکترای حقوق، را برای کارش در اجلاس ژنو برای حقوق بشر و دموکراسی دریافت کرد. او این جایزه را به مخالفان و زندانیان سیاسی تقدیم کرد، از جمله یانگ جیانلی، فعال چینی که نویر را به عنوان  «یکی از متعهدترین و پُرانرژی‌ترین رهبران حقوق بشر در جهان» ستود.  

## لینک های خارجی
- هیلل نویر در توییتر
- هیلل نویر در فیس‌بوک
- "Hillel Neuer, Executive Director of UN Watch".
- Philologos (October 27, 2013). "The Great Bagel(ing) Mystery Has Been Solved!". The Forward.
- Articles by Hillel Neuer at New York Daily News
- Articles by Hillel Neuer at The Hill
- Hillel Neuer's blog at the Times of Israel
- Papers published by Neuer in Azure (magazine)
- Israel, the Palestinians, and the United Nations: Challenges for the New Administration, testimony by Hillel Neuer, Committee on Foreign Affairs, U.S. House of Representatives, February 2, 2017